# Хайнрих I (Насау-Байлщайн)
Вижте пояснителната страница за други личности с името Хайнрих I.
Хайнрих I фон Насау-Байлщайн (на немски: Heinrich I von Nassau-Beilstein; * 11 юни 1323; † между 28 октомври 1378 и 24 февруари 1380) от фамилията Дом Насау, е от 1343 до 1378/1380 г. граф на Насау-Байлщайн.

## Живот
Той е вторият син на Хайнрих III фон Насау-Зиген (1270 – 1343) и Аделхайд фон Хайнсберг и Бланкенберг (1280 – 1347).
Хайнрих I първо е каноник в Кьолн, Кобленц и домпробст в Шпайер. През 1336 г. сключва с бездетния си брат Ото II договор за подялба на графството Насау-Диленбург.
През 1339 г. Хайнрих се жени, против волята на баща си и брат си, за Имагина фон Вестербург († ок. 1380/27 юни 1388), дъщеря на Зигфрид II фон Вестербург († 1315) и Аделхайд фон Бургзолмс († 1332). Заради брака му той има конфликт с брат си, но се сдобряват.
Баща му умира през 1343 г. и графството Насау-Зиген е поделено помежду синовете му. По-големият му брат Ото става граф на Насау-Диленбург. Хайнрих I става граф на Насау-Байлщайн. Неговата линия съществува до 1561 г.
Хайнрих I е привърженик на крал Лудвиг Баварски, който му дава право да взема мита във Вестервалд. В град Кьолн го смятали за опасен грабежен рицар.
Синовете му Хайнрих и Райнхард участват в управлението на графството и след смъртта му 1378/80 г. те си го поделят.

## Деца
Хайнрих и Имагина фон Вестербург имат децата:
- Аделхайд († 1365), ∞ 1355 г. Хартмуд VI фон Кронберг († 24 септември 1372))
- Хайнрих II (* 1374; † сл. 1412), граф на Насау-Байлщайн, ∞ 1383 г. Катарина фон Рандероде († сл. 1415)
- Райнхард фон Либеншайд (* 1377; † пр. 1414/1418), управлява заедно с по-големия си брат Хайнрих II